# Cime de l'Encoula
La cime de L'Encoula (ou simplement l'Encoula) est un sommet du massif des Écrins qui culmine à 3 536 mètres d'altitude.